# Bottle Shock
Bottle Shock és una comèdia dramàtica estatunidenca de 2008 basada en la competició vinícola de 1976, coneguda com el Judici de París, on el vi de Califòrnia va derrotar el vi francès en una prova de tast a cegues. Va ser protagonitzada per Alan Rickman, Chris Pine i Bill Pullman, i dirigida per Randall Miller, que també va escriure el guió juntament amb Jody Savin i Ross Schwartz. Es va estrenar al Festival de Cinema de Sundance de 2008.

## Repartiment
- Alan Rickman com Steven Spurrier
- Bill Pullman com Jim Barrett
- Chris Pine com Bo Barrett
- Rachael Taylor com Sam Fulton
- Freddy Rodriguez com Gustavo Brambila
- Eliza Dushku com Joe
- Dennis Farina com Maurice

## Banda sonora
1. «China Grove» — The Doobie Brothers
2. «Les Temps Des Cerises» — Scottie Haskell
3. «Rock Steady» — Bad Company
4. «Drivin' Wheel» — Foghat
5. «Un Bel Di Vedremo» — Maria Callas i l'Orquestra Philharmonia
6. «Spirit» — The Doobie Brothers
7. «Stand Back» — The Allman Brothers Band
8. «Toulouse Street» — The Doobie Brothers
9. «Jump Into the Fire» — Harry Nilsson
10. «I Need You» — America
11. «Listen to the Music» — The Doobie Brothers
12. «Drinking Wine Spo-De-O-Dee» — Stick McGhee